# Стефан Блъсков
Стефан Рашков Блъсков е български опълченец и словослагател в печатницата на Христо Ботев и Любен Каравелов, син на писателя Рашко (Райко) Блъсков.

## Биография
Стефан Блъсков е роден през 1855 година в Шумен в семейството на Руска и Рашко Блъскови. Баща му е книжовник и писател. Сред другите деца в семейството са Илия Блъсков (1839 – 1913, писател), Димитър Блъсков (1842 – 1873, свещеник), Андрей Блъсков (1857 – 1943, генерал, син от втората съпруга на Рашко Блъсков, Гинка).
Когато е на около 15 години, Стефан напуска родния си град и заминава да работи като печатар в Болград в Бесарабия, оттам – в Плоещ и Браила, а от началото на 1870 г. – в Букурещ. Натрупва опит в словослагателството и работил в няколко печатници, включително и тези на Любен Каравелов и на Христо Ботев.
След разрива в отношенията между Каравелов и Ботев през март 1875 г., Блъсков напуска печатницата на Каравелов и отива да работи при Ботев, където остава до ноември 1875 г. По това време Ботев е започнал подготовката за преминаване с четата си през Дунава в България.
През 1877 г. Блъсков се записва в Българското опълчение и е зачислен в състава на Четвърта дружина под командването на майор Пьотър Редкин.
След края на войната Блъсков отново се връща към занятието си на печатар. През юли 1878 година баща му Рашко премества печатницата си от Шумен в Русе, където ръководството временно се поема от Стефан.
Умира през 1928 година в София.

## Признание
Със свое решение от 21 септември 1922 г. Габровският градски общински съвет обявява за почетни граждани 522 поборници и опълченци, един от които (под № 288) е Стефан Блъсков.